# ジョン・コーンフォース
サー・ジョン・ワーカップ "カッパ" コーンフォース（英: Sir John Warcup "Kappa" Cornforth AC CBE FRS FAA、1917年9月7日 - 2013年12月8日）は、1975年に酵素触媒反応の立体化学的研究でノーベル化学賞を受賞した化学者である。彼は10代で耳硬化症によりろう者となった。

## 来歴
コーンフォースはオーストラリアのシドニーで生まれ、シドニーボーイズ高校を卒業した後、16歳でシドニー大学に入学した。彼はシドニー大学で妻となるリタ・ハラデンスと知り合った。彼は有機化学を学び、1937年にユニバーシティーメダルを授与され首席で卒業した。そして奨学金を獲得し、リタとともにオックスフォード大学に移った。
第二次世界大戦中はペニシリンの研究で名をはせ、1949年にプリンストン大学出版局より上梓された The Chemistry of Penicillin （ペニシリンの化学）の執筆にも参加した。1977年にナイトに叙せられた。
1953年に王立協会フェローに選出、サセックス大学で化学の研究を行った。彼の長年の研究の成果と難聴に打ち勝って業績を挙げたことを記念して、1975年のオーストラリアン・オブ・ザ・イヤーに選ばれた。
1,3-オキサゾール化合物で起こるコーンフォース転位、酸化剤として汎用されるコーンフォース試薬（PDC, 二クロム酸ピリジニウム）にその名が残る。

## 受賞歴
- 1953年 コーディー・モーガン賞
- 1953年 王立協会フェロー選出[2]
- 1968年 デービーメダル
- 1969年 アーネスト・ガンサー賞
- 1972年 大英帝国勲章コマンダー[3]
- 1975年 ノーベル化学賞（ウラジミール・プレローグとともに）
- 1976年 ロイヤルメダル
- 1977年 下級勲爵士[3]
- 1977年 オーストラリア科学アカデミーフェロー
- 1978年以降 オランダ王立芸術科学アカデミー外人メンバー [4]
- 1982年 コプリ・メダル
- 1991年 オーストラリア勲章（英語版）コンパニオン [5]
- 2001年 センテナリー・メダル[6]

## 参照
- John Cornforth - Biographical